# 14880 Moa
14880 Moa este un asteroid din centura principală de asteroizi.

## Descriere
14880 Moa este un asteroid din centura principală de asteroizi. A fost descoperit pe 7 februarie 1991 la Geisei de Tsutomu Seki. Asteroidul prezintă o orbită caracterizată de o semiaxă mare de 2,56 ua, o excentricitate de 0,07 și o înclinație de 10,9° în raport cu ecliptica.